# Желобовский, Александр Алексеевич
Алекса́ндр Алексе́евич Желобо́вский (28 августа [9 сентября] 1834 года, село Же́лоби Белозерский уезд, Новгородская губерния — 29 апреля [12 мая] 1910, Санкт-Петербург) — священнослужитель Православной Российской Церкви, первый протопресвитер военного и морского духовенства, член Святейшего Синода, духовный писатель.

## Биография

### Семья, образование
Родился 28 августа (9 сентября) 1834 года в селе Же́лоби Новгородской губернии в семье псаломщика. Первоначально Александр Желобовский окончил Белозерское духовное училище, затем — Новгородскую духовную семинарию, для поступления в которую, за неимением средств, прошёл пешком около 640 километров.
Лучшим воспитанником семинарии в 1855 году был направлен в Санкт-Петербургскую духовную академию, которую окончил в 1859 году со степенью магистра богословия.

### Полковой священник
17 (29) сентября 1859 года был рукоположён в сан священника к Митавскому гусарскому полку. В 1861 году он был назначен благочинным 7-й кавалерийской дивизии.
В 1866 году был перемещён к церкви лейб-Кирасирского её величества полка; в 1868 году — к церкви лейб-гвардии Конного полка в Санкт-Петербурге.
В 1869 году стал священником Кавалергардского полка и в 1873 году был возведён в сан протоиерея. В 1880 году был назначен благочинным Гвардейского духовенства.
В 1882 году был перемещён настоятелем Сергиевского всей артиллерии собора. С 1883 года исполнял обязанности главного священника гвардии и гренадер. Был награждён наперсным крестом с драгоценными украшениями из Кабинета его величества; в 1887 году — митрой.

### Протопресвитер
26 марта (7 апреля) 1888 года протоиерей Александр был Высочайше утверждён в должности Главного священника гвардии, гренадер, армии и флота, а 12 (24) июня 1890 года высочайше переименован в протопресвитеры, став таким образом, первым протопресвитером военного и морского духовенства русской армии, оставаясь в этой должности вплоть до своей кончины.

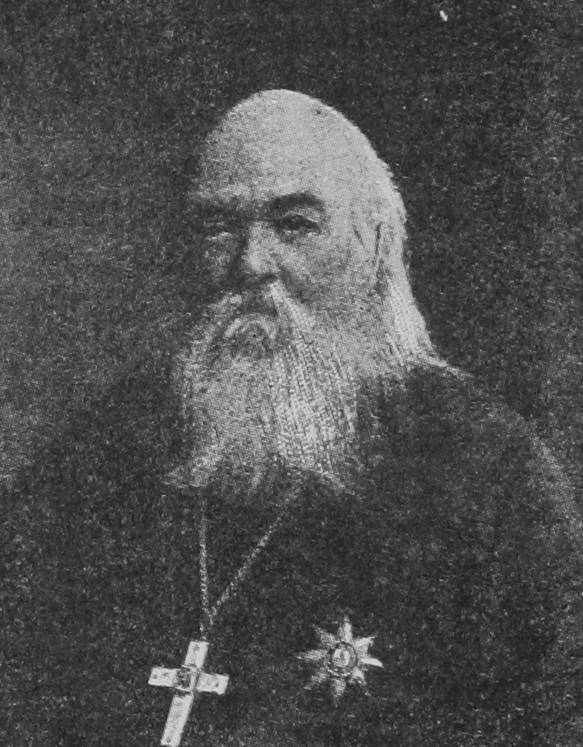
Фото из «ВЭС»

По его инициативе был основан «Вестник военного духовенства», заведены внебогослужебные собеседования в церквах для нижних чинов, устроены в войсковых частях церковно-приходские школы, усилено преподавание Закона Божия для учебных команд. Военное духовенство получило усиленные оклады содержания и пенсии.
Протопресвитер Александр был председателем Общества вспомоществования недостаточным студентам Санкт-Петербургской духовной академии. При нём улучшилось материальное и служебное положение военного и морского духовенства, были приведены в порядок воинские кладбища, основан военно-свечной завод, доходы от которого шли на благотворительные цели. С 1887 по 1901 год при нём было сооружено более 70-ти полковых храмов.
С 1905 года — член Святейшего Синода. Был награждён орденами Святого Александра Невского с бриллиантами, Святого Владимира 1—4 степеней, Святой Анны 1—3 степени.
Александр Алексеевич Желобовский скончался 29 апреля (12 мая) 1910 года. Похоронен был на своей родине — в селе Желобы Белозерского уезда Новгородской губернии.
На должности протопресвитера армии и флота его сменил Аквилонов, Евгений Петрович.

## Память
В ноябре 2016 года в СПб на доме по ул. Фурштадской, 29/18, открыта памятная доска в честь протопресвитера А. Желобовского, проживал здесь с 1894—1910 годы.
Именем Желобовского назван сквер в Кронштадте рядом с Морским собором. В сентябре 2021 года в этом сквере открыт памятник А. Желобовскому. 

## Сочинения
- Святой Феодор Студит // Духовная беседа. — 1861.
- Третные явки: Рассказ из быта наставников духовных училищ // Дух христианина. — 1864.
- Церковь святых и праведных Захарии и Елисаветы, что в Кавалергардском полку // Историко-статистические сведения о Санкт-Петербургской епархии. — Вып. IV.
- Церковь лейб-гвардии Егерского полка // Историко-статистические сведения о Санкт-Петербургской епархии. — Вып. VI.
- Краткое объяснение семи таинств Христовых: Поучения духовного отца духовным детям. — СПб.: тип. Дома призрения малолет. бедных, 1873. — [4], 95 с. — (4-е изд., испр. — СПб.: тип. «Арт. журн.», 1907).
- Пятидесятилетний юбилей протопресвитера Василия Борисовича Бажанова. — СПб.: тип. М-ва вн. дел, 1873. — 23 с. — (Извлеч. из № 34 и 35 журнала «Духовная беседа»).
- Краткое и общепонятное объяснение молитвы Господней: Поучения духов. отца духов. детям. — СПб.: тип. Дома призрения малолет. бедных, 1875. — 31 с. — (4-е изд., доп. и испр. — СПб.: Т-во худож. печати, 1900. — 48 с.).
- Объяснение Символа веры, изложенное в поучениях. — СПб.: тип. Дома призрения малолет. бедных, 1878. — 106 с. — (2-е изд. — СПб.: тип. «Арт. журн.», 1895. — [4], 78).
- Объяснение десяти Заповедей Господних: Поучения. — СПб.: тип. Ф.Г. Елеонского и К°, 1880. — 152 с. — (2-е изд. — СПб.: тип. «Т-ва худож. печати», 1900 — 102 с.).
- Кому легче живётся на свете: верующему в Бога или неверующему? — СПб.: тип. «Арт. журн.», 1886. — [2], 18 с.
- Слово в Неделю Православия о почитании святых икон. — СПб.: тип. «Арт. журн.», 1887. — [2], 23 с. — (2-е изд., испр. и доп. — СПб., тип. «Арт. журн.», 1892. — 39 с.).
- Не всякое учение душе на спасение. — СПб.: тип. «Арт. журн.», 1888. — [2], 13 с.
- Советы духовного отца духовным детям, полезные всегда и особенно в дни Великого поста. — СПб.: тип. «Арт. журн.», 1890. — [2], 31 с. — (4-е изд. — М.: Развитие духовности, культуры и науки: Аксиос, 2002. — 47 с.).
- Краткое объяснение божественной литургии, изложенное в форме поучений полкового священника нижним чинам. — СПб.: тип. К.В. Трубникова, 1892. — [4], 95 с. — (5-е изд., испр. и доп. — СПб.: тип. «Арт. журн.», 1905. — 99 с.).
- Истинно-христианская благотворительность: Памяти Надежды Александровны Дубовицкой. — СПб.: тип. «Арт. журн.», 1894. — 28 с. — (5-е изд., испр. и доп. — СПб.: тип. «Арт. журн.», 1905. — 99 с.).
- Слова, беседы и поучения, сказанные во время служения священником Кавалергардского её величества государыни императрицы Марии Федоровны полка (1869—1892 гг.). — СПб.: т-во худож. печати, 1899. — [6], 367 с.
- Управление церквами и православным духовенством военного ведомства: Исторический очерк // Столетие Военного министерства: 1802—1902 / Гл. ред. Д. А. Скалон. — СПб.: тип. т-ва М. О. Вольф, 1902. — Т. 13. Кн. 1. — [5], 130, IV, IV с.